# Durango (bande dessinée)
Pour les articles homonymes, voir Durango.
Durango est une série de bande dessinée créée par le Belge Yves Swolfs, fan depuis son plus jeune âge de westerns spaghetti. Ses dix-neuf volumes ont été publiés entre 1981 et 2024 par les Éditions des Archers (1-7), Dargaud (8), Alpen (9-13) puis Soleil (14-19). Pour ces six derniers volumes, Swolfs a cédé le dessin à Thierry Girod (14-16) puis Iko (17-19). Une série dérivée, Durango, la jeunesse, décrit, en trois volumes, les aventures du jeune futur Durango, avec Yves Swolfs au scénario et 
Roman Surzhenko au dessin.

## Synopsis
Le personnage principal éponyme est un homme solitaire, surnommé « le pacificateur ». Il ne tue que par légitime défense. Durango est inspiré du personnage joué par Jean-Louis Trintignant dans le western italien Le Grand Silence[A]. À partir du deuxième tome, Durango perd l’usage de sa main droite. Il devient alors vite habile de la main gauche et achète un Mauser C96, première arme automatique, qui lui offre des avantages certains compensant son handicap.

### Résumés
1. Les chiens meurent en hiver : l’histoire, assez classique, emprunte au film Je suis un aventurier les figures du riche éleveur qui tyrannise la région, de l’hôtesse de saloon au grand cœur et du justicier solitaire. Le scénario est inspiré de celui du Grand Silence. Au Wyoming, un potentat local emploie une bande de tueurs pour éliminer la concurrence des petits éleveurs, en les accusant de vol de bétail. Durango, un pistolero que sa réputation précède, est appelé en renfort par son frère. Lorsqu’il arrive à White Valley, c’est pour apprendre la mort de ce dernier, tué par le chef de la bande Reno. Aidé de Rosie, prostituée fugitive, il décime les mercenaires. Dans l’action, Durango perd l’usage de sa main droite, Rosie est tuée en lui sauvant la vie.
2. Les Forces de la colère : Durango recouvre lentement des blessures reçues lors de l’affrontement précédent. Il ne peut se déplacer qu’avec une béquille et est hébergé par Sean, un vieil homme, non loin de Peacefull Church dont les habitants, croyants et pacifiques, sont hostiles à sa présence. La vie de la bourgade est soudain troublée par l’irruption de « Crazy » Joe Callahan et de ses fils, qui viennent de dévaliser une banque. Un des fils est tué alors qu’il tentait de violer la fille de ses hôtes. Quand le cadavre est retrouvé, Callahan menace d’exercer des représailles sur toute la population si le coupable ne lui est pas livré. Bien qu’inférieurs en nombre, Durango et les rares habitants armés tendent un traquenard aux hors-la-loi et parviennent à les exterminer. Quand le Marshall arrive enfin, Durango est déjà reparti, seul.
3. Piège pour un tueur : Durango, après avoir fait l'acquisition d'un pistolet automatique pour compenser le handicap de sa main droite, arrive dans la ville de Silverbridge, où il doit rencontrer son nouvel employeur. Ce dernier, M. Allen, avait déjà envoyé des hommes à sa rencontre mais ils ont été abattus par des tueurs que Durango a ensuite neutralisés définitivement. Malheureusement, Durango est drogué au saloon et se réveille au côté du cadavre d'Allen. Le shérif Jenkins l'arrête aussitôt, mais il parvient à s'échapper. Il finit par comprendre que son employeur désirait sa protection, afin de garder l'exploitation minière qu'il possédait. C'est un autre exploitant qui a fait tuer Allen. Grâce à la veuve de celui-ci, Durango remonte la piste des tueurs, et se retrouve en concurrence avec un pistolero anonyme. Il est chargé de mettre la main sur toutes les exploitations de la région. Après avoir remporté leur duel, Durango est obligé de fuir car il est toujours considéré comme un assassin.
4. Amos : à la frontière mexicaine, Durango aide un autre desperado dont la tête est mise à prix : Amos. Celui-ci lui propose de s'associer pour un temps avec lui et l'embarque dans une affaire de vente d'armes, destinées aux guérilleros mexicains. Cependant Durango est poursuivi par Logan, ancien partenaire du tueur anonyme de Silverbridge, et de Jenkins, l'ancien shérif. Amos, lui, est suivi de près par un agent de la Pinkerton, Charlie Siringo. Durango a une aventure avec la femme du marchand d'armes, un nommé Billings, qui tombe amoureuse de lui. Lorsque son mari trahira ses clients au profit de Logan, elle les préviendra, laissant assez de temps à Amos pour s'échapper. Durango sera capturé par Logan, puis sauvé par Siringo et emprisonné.
5. Sierra sauvage : Durango est sorti de prison, afin d'aider les Texas Rangers à traquer Amos au Mexique. Sa liberté sera définitive s'il revient avec Amos, mort ou vif. Mais Amos frappe le premier : il fait libérer Durango de ses anges gardiens par Ortega, son lieutenant, et l'accueille chez ses révolutionnaires, où il retrouve sa compagne. Durango va les aider à lutter contre les fédérales et les propriétaires fonciers. Il fait la rencontre d'un jeune Allemand, Max, qui souhaite rencontrer Amos, le grand révolutionnaire. Son arrivée dans la troupe provoque une scission chez les guérilleros, qui perdent les plus féroces d'entre eux au profit de l'armée mexicaine et de Logan, toujours à la poursuite de Durango. La bande d'Amos a récupéré de nombreuses armes, mais leurs anciens compagnons guident désormais l'armée vers eux.
6. Le Destin d’un desperado : dans le village où ils sont réfugiés, les révolutionnaires mexicains se retrouvent assiégés par l'armée. Ils sont rapidement balayés par les canons, la compagne de Durango est tuée. Seuls quatre hommes arrivent à se sortir du guêpier : Durango et Ortega d'un côté, Amos et Max (blessé) de l'autre. Logan, toujours à la poursuite de Durango, arrive à les coincer dans une vieille mission. Heureusement, l'intervention de Max (qui sera tué) permet à Durango, Amos et Ortega de mettre définitivement hors d'état de nuire Logan et ses hommes. Toutefois Amos a été grièvement touché ; Durango l'achève et ramène son cadavre aux États-Unis, afin d'obtenir sa libération et une amnistie.
7. Loneville : Durango sauve une fermière des meurtriers de son mari, peu avant d'arriver à Loneville. Il apprend que ces hommes font partie d'une bande de ravageurs dirigé par White Head. Ceux-ci s'en prennent à tous les habitants, et aucun notable ne tient à leur tenir tête. Une jeune orpheline s'attache à Durango, qui se retrouve la cible des tueurs pour avoir abattu six d'entre eux ; il décide d'intervenir lorsque l'orpheline est enlevée par la bande. Un mystérieux commanditaire finance White Head pour qu'il mette à sac la ville ; il s'agit en fait d'un notable, dont le compagnon avait été accusé d'un meurtre qu'il n'avait pas commis, et que les habitants avaient laissé pendre. Il se rachète en prévenant Durango d'une attaque de White Head mais est tué lors de celle-ci. Durango repart.
8. Une raison pour mourir : Durango est engagé par M. Steelgrave afin de le protéger ainsi que sa femme lors d'une partie de chasse. Cependant Lucy Steelgrave a d'autres projets : elle souhaite assassiner son mari avec la complicité d'une bande de desperados dont elle connaît bien le chef.  Durango, séduit par Lucy, est assommé et Steelgrave est tué, tout comme ses employés. Un vieux cow-boy, Duncan, aide alors Durango à retrouver la bande de Lucy, qui commet de nombreux meurtres, au désespoir de cette dernière. Après un braquage conçu et mis en œuvre par Lucy et ses complices, Durango et Duncan anéantissent la bande, Lucy exceptée. Duncan avait prévenu que Lucy serait pour lui mais il est tué dans la bataille ; Durango apprend alors de la bouche de Lucy qu'il était son père, qui l'avait laissée aux mains d'une mère maquerelle.
9. L’Or de Duncan : Lucy Steelgrave et Durango suivent les dernières volontés de Duncan, qui voulait mettre sa fille à l'abri du besoin. Il a indiqué la cachette d'un trésor dans la région où il était autrefois shérif. Dans le même temps, un condamné nommé Ryan s'évade et part lui aussi à la recherche du trésor : il s'agit de l'ancien adjoint de Duncan, qui avait rassemblé le trésor en magouillant au cours de son mandat. Arrivés à destination, Durango et Lucy se font dérober la carte par la bande de Dragon Lily, une femme desperado. Aidés à contrecœur par Ryan, qui a besoin d'eux pour retrouver la cachette du trésor, ils réussiront à éliminer la concurrence, tout en laissant partir Ryan. Lucy s'installe à la tête d'un saloon, mais Durango repart.
10. La Proie des chacals : Durango abat trois cow-boys qui voulaient réduire en esclavage une jeune Indienne. Il est arrêté dans la ville suivante, dénoncé pour meurtre par l'un des survivants. Un Indien, à la recherche de sa compagne disparue dans le réseau de prostitution des Indiennes, le libère. Durango, par reconnaissance, l'aide à la retrouver. Ils passent la frontière mexicaine et éliminent Jaime Alonzo, le chef du réseau, ainsi que toute la bande du tueur fou Diego Chanas, avant de récupérer la compagne de l'Indien et de rentrer aux États-Unis.
11. Colorado : engagé par un employeur anonyme, Durango se retrouve à Nortonville, dirigée par M. Norton, grand propriétaire. Sa réputation de fine gâchette le fait recruter par le shérif Maxwell, aux ordres de Norton, qui sème la terreur parmi les pauvres habitants. Durant ce temps, un agent fédéral, sous une couverture de photographe professionnel, arrive lui aussi à Nortonville afin de découvrir les raisons de la disparition d'un collègue. Durango rencontre Célia Norton, son commanditaire et la fille de Norton, qui souhaite que Maxwell soit éliminé, arguant de la mauvaise influence qu’il exerce sur son père. Les mineurs de Nortonville essaient quant à eux d'organiser une résistance contre Maxwell, qui va bientôt découvrir que Durango est un agent double.
12. L’Héritière : laissé pour mort par Maxwell, Durango s'en sort et, aidé par les mineurs, fait évader Célia Norton de l'asile où elle a été enfermée par son père. Tous deux sont tombés amoureux l'un de l'autre, et c'est ensemble qu'ils échafaudent le plan pour reprendre le contrôle de la ville. Norton est tué par Maxwell mais Durango et les mineurs, sous le regard désapprobateur de l'agent fédéral, déciment les adjoints de Maxwell, qui sera finalement tué par Durango. Ce dernier décide ensuite de rester auprès de Célia.
13. Sans pitié : lors d'un hold-up à Nortonville dont Durango est témoin, quelques braqueurs réussissent à s'enfuir. Les volontaires pour la poursuite sont obligés de rebrousser chemin lorsque les fuyards se réfugient dans un autre comté ; seul Durango les suit et les abat tous sauf Louie Holedigger, un psychopathe. Le marshal Reton, du comté de Holwood, arrête Durango en prétendant qu’il est l'auteur des tueries, mais celui-ci est bientôt libéré après clarification. En fait, Reton est un ancien complice des exactions de Louie et finit par se ranger de son côté après avoir tué ses adjoints. Durango les éliminera tous deux.
14. Un pas vers l'enfer : Durango, prêt à accepter le poste de shérif de Nortonville et à devenir père, est brutalement privé des siens par des desperados chargés de forcer les propriétaires miniers à céder leurs exploitations à un conglomérat. Avide de vengeance, il suit la bande, dirigée par Lance Harlan, jusqu'à leur cible suivante, dont il se sert pour éliminer les criminels et découvrir les commanditaires.
15. El Cobra : Durango, toujours sur la piste des commanditaires de la mort de sa femme et de son enfant à naître, croise la route d'un autre tueur à gages, El Cobra, qui suit une piste semblable à la sienne, mais pour des raisons très différentes. Durango apprend que la personne à l'origine de ces exactions est un riche entrepreneur, M. Steiner. Celui-ci a missionné El Cobra pour abattre son intermédiaire, Will Lawrence, soupçonné de l'avoir doublé. Durango élimine El Cobra après avoir laissé la vie sauve à  Will Lawrence.
16. Le Crépuscule du Vautour : Durango, sur la piste de M. Steiner, sauve une jeune indienne, Windbird. Il prend alors conscience du plan à vaste échelle élaboré par Steiner pour accaparer les terres de la tribu indienne des  Washos dont les montagnes regorgent d’or. Durango tente de contrecarrer ce plan. En réaction Steiner fait enlever Windbird afin d'attirer Durango dans un piège. Lors de la confrontation, un jeune indien de la tribu des Washos met le feu au train de Steiner qui explose. Durango et Windbird sont les seuls survivants.
17. Jessie : après un affrontement mouvementé en Californie, Durango part soigner ses blessures auprès de son vieil ami, le shérif Larry Haynes, dans la paisible ville de Hancock… Le répit est hélas de courte durée, car un important transport de fonds est attaqué et les coupables restent introuvables, de même que le magot qu’ils ont volé ! Au même moment, la jeune Jessie débarque en ville et cherche des noises à Maxwell, le tenant du saloon local…
18. L'Otage : Durango sauve deux américains poursuivis par des pistoléros mexicains, maîtresse et conseiller financier d'un homme fortuné, John Glazer qui gère ses investissements au Mexique depuis son hacienda de Tucson. Le fils de Glazer est retenu prisonnier par les guérilleros qui exigent une rançon pour sa libération. Glazer charge Durango de ramener son fils à Tucson.
19. Oro maltido : publié en octobre 2024.

## Albums publiés
- Durango, Édition des Archers :

0. Viol à Grey Rock est un album de bande dessinée d’ambiance western, écrit et dessiné par Yves Swolfs, paru en 1980 comme 3e numéro de la revue Sexstar des éditions des Archers.
1. Les chiens meurent en hiver, 1981.
2. Les Forces de la colère, 1982.
3. Piège pour un tueur, 1983.
4. « Amos », 1984.
5. Sierra sauvage, 1985.
6. Le Destin d’un desperado, 1986.
7. « Loneville », 1987[2].

- Dargaud, réédition des sept premiers tomes et poursuite de la série :

1. Une raison pour mourir, 1988.

- Alpen Publishers, réédition des huit premiers tomes et albums et poursuite de la série :

1. L’Or de Duncan, 1990.
2. La Proie des chacals, 1991.
3. Colorado, 1992.
4. L’Héritière, 1994.
5. Sans pitié, 1998[3],[4].

- Les Humanoïdes associés, réédition des treize premiers tomes en 2006.
- Soleil, réédition des treize premiers tomes et poursuite de la série avec Thierry Girod puis Iko au dessin :

1. Un pas vers l’enfer, 2006[5].
2. El Cobra, 2008[6].
3. Le Crépuscule du vautour, 2012[7],[8].
4. Jessie, 2016[9],[10].
5. L'Otage, 2021.
6. Oro maldito, 2024.

- Durango : la jeunesse, Soleil :

1. Le Premier homme que tu tueras, 2022.
2. De feu et sang, 2023.
3. Captain Owens, 2024.

## Autour de la série

### Le choix des armes
À l'image des westerns-spaghetti, Swolfs est précis dans la sélection des armes apparaissant dans les albums. Durango est ainsi armé d'un Colt Single Action Army puis d'un Mauser C96. Ses malheureux adversaires sont armés de Colt Peacemaker, de Remington 1875 ou de S&W N°3 mais aussi de coach guns, de carabines Winchester 1886, 1892 ou 1894 voire de Carabine Colt Lightning.